# Superlux
Superlux est un groupe belge d'electro-pop-rock originaire de Liège, composé à l’origine par un trio constitué des multi-instrumentistes Nicolas Muselle (guitare et voix), Pierre-André Hermans (samplers) et Michov Gillet (basse et claviers). 

## Historique
En 2003, la formation liégeoise sort un EP, un an avant la sortie de son 1er album Winchester Fanfare. Tout simplement appelé Remixes, un album de remixes des titres de ce premier opus arrive dans les bacs en 2005. Voix déjà présente sur Winchester Fanfare, Elena Chane-Alune (chant) rejoint le groupe tout comme Stéphane Orban (Fender Rhodes) pour l’élaboration du second album, Wildness & Trees, qui sort en octobre 2007,. Pour la tournée qui suit la sortie de cet opus, Antoine Michel (batteur) complète les rangs du groupe liégeois.

## Discographie
- Superlux EP (2003)
- Winchester Fanfare (2004)
- Remixes (2005)
- Wildness & Trees (2007)
- The Line (2013)